# Friedrich Georg Friedmann
Friedrich Georg Friedmann (Augusta, 14 marzo 1912 – Friedberg, 3 gennaio 2008) è stato uno storico tedesco e un importante esponente del dialogo tra ebrei e cristiani in Germania.

## Biografia
Friedrich Georg Friedmann nacque nel 1912 da una famiglia ebrea che viveva ad Augusta dal XIX secolo. Nel 1933, all'età di vent'anni, fu brevemente arrestato dalla Gestapo pochi mesi dopo che i nazionalsocialisti ebbero presero il potere.
Friedmann lasciò la Germania e trascorse gli anni successivi a Roma, dove studiò filosofia e letteratura. Dopo essersi laureato nel 1937, lavorò anche come insegnante presso il liceo classico Giulio Cesare. Durante il soggiorno nella Capitale conobbe Elisabeth Oberdorfer, una tedesca ebrea nata ad Augusta nel 1910, i due si sposarono nel 1938. Nel 1939 venne licenziato dal suo ruolo d'insegnante a seguito dell'introduzione delle leggi razziali, la coppia fuggì a Londra, dove nel 1940 nacque il loro primo figlio, John Friedmann. Nello stesso anno la famiglia emigrò negli Stati Uniti d'America.
Friedmann insegnò in varie scuole fino al 1946 quando ottenne il suo primo incarico universitario in Arkansas. Intraprese quindi una carriera accademica negli Stati Uniti e lavorò come professore di filosofia presso la Central High School di Little Rock, Arkansas. Venne licenziato per aver sostenuto la parità di diritti per gli studenti neri durante gli eventi della crisi di Little Rock del 1957-1958. Intanto, nel 1942, era nata la figlia Miriam Friedmann.
Nel 1960 la famiglia tornò in Germania, dove Friedmann accettò una cattedra di storia culturale nordamericana presso l'Università Ludwig Maximilians di Monaco, rendendolo uno dei fondatori dell'americanistica in Germania dopo la seconda guerra mondiale. Inoltre, si dedicò alla ricerca dell'ambiente di vita e della cultura dei contadini dell'Italia meridionale. Negli anni che seguirono, sostenne sempre più il dialogo tra ebrei e cristiani in Germania. Nel 1979 andò in pensione e si trasferì con la moglie a Friedberg vicino ad Augsburg, dove visse fino alla sua morte, avvenuta nel gennaio 2008.

## Progetti di ricerca nell'Italia meridionale
All'inizio degli anni '50 Friedmann, al tempo professore di Filosofia presso l'Università dell'Arkansas, ottenne la borsa di studio Fullbright per studiare la filosofia di vita dei contadini del sud Italia, per poi riceverne un'altra dalla Rockefeller Foundation per uno studio sulla città di Matera. Il progetto assunse dimensioni maggiori quando ricevette i fondi dell'UNRRA-CASAS, l'agenzia delle Nazioni Unite in Italia per le ricostruzioni post-belliche che era diretta da Adriano Olivetti e Guido Nazdo. Friedmann guidò un'équipe italiana di 8 membri, tra cui specialisti di economia, urbanistica, salute, psicologia e criminologia. Tra i vari obiettivi del progetto c'era quello di arrivare allo sgombero dei Sassi di Matera.

## Opere
- The Hoe and the Book: An Italian Experiment in Community Development / Fredrick G. Friedmann. Ithaca, N.Y. 1960.
- Gesellschaft ohne Humanität?. Stuttgart 1967.
- Autorität und Glaubwürdigkeit. München 1967.
- Politik und Kultur. München 1969.
- Carters Amerika: Kultur, Religion, Politik. Zürich 1977, ISBN 3-7201-5095-X.
- Von Cohen zu Benjamin: Zum Problem deutsch-jüdischer Existenz. Einsiedeln 1981, ISBN 3-265-10250-5.
- Hannah Arendt: Eine deutsche Jüdin im Zeitalter des Totalitarismus. München 1985, ISBN 3-492-05201-0.
- Da Cohen a Benjamin: Essere ebrei tedeschi. Firenze 1995, ISBN 88-8057-007-2.
- Zeitgemässe Betrachtungen: Aufzeichnungen eines Humanisten. München 1999, ISBN 3-931428-06-0.
- Heimkehr ins Exil: Jüdische Existenz in der Begegnung mit dem Christentum. München 2001, ISBN 3-406-48096-9.
- The Ethnographic Moment / Robert Redfield and F.G. Friedmann; ed. David A. Rees. New Brunswick, N.J.2006, ISBN 0-7658-0333-X.